# Priesneriella citricauda
Priesneriella citricauda är en insektsart som beskrevs av Ian A. Hood 1927. Priesneriella citricauda ingår i släktet Priesneriella och familjen rörtripsar. Inga underarter finns listade i Catalogue of Life.